# Coupe des Pays-Bas de football 1916-1917
Navigation
Coupe des Pays-Bas 1915-1916 Coupe des Pays-Bas 1917-1918
La Coupe des Pays-Bas de football 1916-1917, nommée la KNVB Beker, est la 19e édition de la Coupe des Pays-Bas.

## Déroulement de la compétition
Tous les tours se jouent en élimination directe. À chaque tour, un tirage au sort est effectué pour déterminer les adversaires.

## Finale
La finale se joue le 27 mai 1917 à Amsterdam, l'Ajax Amsterdam bat le VSV Velsen  5 à 0 et remporte son premier titre.